# Jens Claus Brüning
Jens Claus Brüning (* 4. Juni 1966 in Köln) ist ein deutscher Endokrinologe. Seit Frühjahr 2011 ist er geschäftsführender Direktor des Max-Planck-Instituts für Stoffwechselforschung sowie Direktor des Zentrums für Endokrinologie, Diabetes und Präventivmedizin (ZEDP) der Universitätsklinik Köln und Principal Investigator am Exzellenzclusters CECAD der Exzellenzinitiative des Bundes und der Länder zur Förderung von Wissenschaft und Forschung an deutschen Hochschulen.

## Leben
Brüning studierte von 1985 bis 1992 in Köln Humanmedizin. Promoviert wurde er 1993. Anschließend absolvierte er bis 2001 an der Universität Köln die Weiterbildung zum Facharzt für Innere Medizin. Er unterbrach dieselbe für einen von der Deutschen Forschungsgemeinschaft (DFG) geförderten Post-Doc-Forschungsaufenthalt am Joslin Diabetes Center der Harvard Medical School von 1994 bis 1997.
Nach der Prüfung zum Schwerpunkt Endokrinologie im Dezember 2001 habilitierte er sich bereits im März 2002 für Innere Medizin und wurde zum Oberarzt befördert. 2004 nahm er den Ruf auf den Lehrstuhl für Genetik in Nachfolge von Klaus Rajewsky an der Mathematisch-Naturwissenschaftlichen Fakultät am Institut für Genetik der Universität Köln an.
Von 2007 bis 2019 war er Gründungsdirektor und wissenschaftlicher Koordinator des Cologne Excellence Cluster „Cellular stress responses in aging-associated diseases (CECAD)“ an der Universität zu Köln. Im Februar 2011 übernahm Brüning die Leitung des Max-Planck-Instituts für Stoffwechselforschung in Köln (vormals Max-Planck-Institut für neurologische Forschung) und wurde gleichzeitig Direktor der Poliklinik für Endokrinologie, Diabetes und Präventivmedizin (PEDP) am Universitätsklinikum Köln.

## Forschungsschwerpunkt
Jens Brüning untersucht, wie Nervenzellen Nahrungsreize wahrnehmen und wie neuronale Schaltkreise die Energieaufnahme, den Energieverbrauch und den Nährstofftransport in verschiedenen Organen an die Energieverfügbarkeit des Körpers anpassen. Außerdem erforscht er, wie deren Fehlfunktion zu Krankheiten wie Fettleibigkeit und Typ-2-Diabetes führt. Ziel ist es, neue therapeutische Ansätze zur Behandlung von Stoffwechselerkrankungen zu finden.

## Auszeichnungen
2001 wurde Brüning der Ernst-und-Berta-Scharrer-Preis der Deutschen Gesellschaft für Endokrinologie verliehen. 2005 wurde er mit dem Ferdinand-Bertram-Preis der Deutschen Diabetes-Gesellschaft und dem Wilhelm-Vaillant-Preis ausgezeichnet. 2006 erhielt er für seine Forschungsarbeiten einen mit 2,5 Millionen Euro dotierten Gottfried-Wilhelm-Leibniz-Preis der DFG für das Jahr 2007 zugesprochen. 2009 erhielt er den Ernst Jung-Preis für Medizin, 2013 den American Diabetes Association’s Outstanding Scientific Achievement Award. 2017 wurde Brüning in die Nordrhein-Westfälische Akademie der Wissenschaften und zum Mitglied der Leopoldina gewählt. 2018 erhielt er die Paul-Langerhans-Medaille der Deutschen Diabetes-Gesellschaft und den Carl-Friedrich-von-Weizsäcker-Preis des Stifterverbandes und der Leopoldina. Für 2019 wurde ihm der Heinrich-Wieland-Preis zugesprochen. 2020 wurde er mit dem Ernst Schering Preis ausgezeichnet. 2024 erhielt er einen ERC Advanced Grant und den Geoffrey Harris Award der European Society of Endocrinology.